# Spidshalet ryle
Spidshalet ryle (Calidris acuminata) er en vadefugl, der yngler i det nordøstlige Asien. Den overvintrer i Sydøstasien og Australasien, og er kun truffet nogle få gange i Danmark.
Spidshalet ryle bliver af nogle forskere henført til slægten Limicola og menes nært beslægtet med Philomachus (brushøns)
.
|  |
|  |